# Lịch sử Iceland

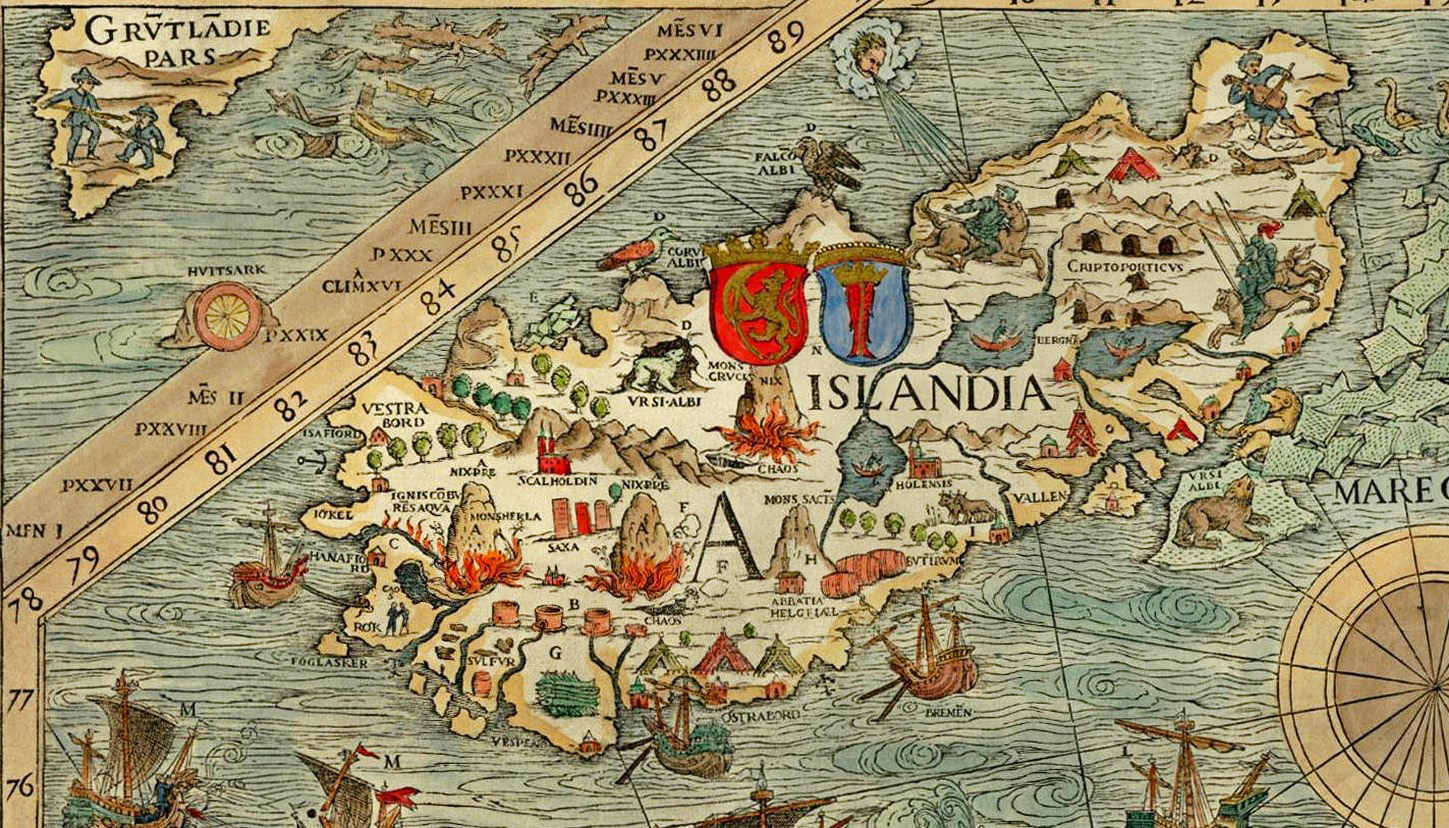
Iceland trên bến thuyền carta của Olaus Magnus.

Lịch sử của Iceland được ghi chép lại bắt đầu với sự định cư của các nhà thám hiểm Viking và nô lệ của họ từ phía đông, đặc biệt là từ Na Uy và Quần đảo Anh, vào cuối thế kỷ 9. Iceland vẫn không có người ở lâu sau khi phần còn lại của Tây Âu đã được định cư. Việc định cư được ghi nhận đã có từ năm 874, mặc dù bằng chứng khảo cổ học cho thấy các tu sĩ Gaelic từ Ireland, được gọi là papar theo các saga, đã định cư tại Iceland trước ngày đó.
Vùng đất này được định cư rất nhanh chóng, chủ yếu bởi người Na Uy, những người có thể đã chạy trốn khỏi cuộc xung đột hoặc tìm kiếm vùng đất mới để canh tác. Đến năm 930, các thủ lĩnh đã thiết lập một hình thức quản trị, Althing, biến nó thành một trong những quốc hội lâu đời nhất thế giới. Đến cuối thế kỷ thứ mười, Kitô giáo đã đến Iceland thông qua ảnh hưởng của vua Na Uy Olaf Tryggvason. Trong thời gian này, Iceland vẫn độc lập, một thời kỳ được gọi là Khối thịnh vượng chung cũ, và các nhà sử học Iceland bắt đầu ghi lại lịch sử của quốc gia này trong các cuốn sách được gọi là sagas của người Iceland. Vào đầu thế kỷ thứ mười ba, cuộc xung đột nội bộ được gọi là thời đại của Sturlungs làm suy yếu Iceland, cuối cùng đã bị Na Uy khuất phục thông qua Giao ước cũ (1262-1264), chấm dứt hiệu quả sự thịnh vượng chung. Na Uy, sau đó lại đã hợp nhất với Thụy Điển (1319) và sau đó là Đan Mạch (1376). Cuối cùng, tất cả các quốc gia Bắc Âu đã hợp nhất trong một liên minh, Liên minh Kalmar (1397-1523), nhưng khi giải thể, Iceland rơi vào sự thống trị của Đan Mạch. Sự độc quyền thương mại nghiêm ngặt giữa Đan Mạch và Iceland sau đó trong thế kỷ 17 và 18 đã gây bất lợi cho nền kinh tế. Nghèo đói của Iceland đã trở nên trầm trọng hơn bởi các thảm họa thiên nhiên nghiêm trọng như Móðuharðindin hoặc "Khó khăn sương mù". Trong thời gian này, dân số Iceland giảm.
Iceland vẫn là một phần của Đan Mạch, nhưng để phù hợp với sự trỗi dậy của chủ nghĩa dân tộc quanh châu Âu vào thế kỷ XIX, một phong trào độc lập đã xuất hiện. Althing, đã bị đình chỉ vào năm 1799, được khôi phục vào năm 1844 và Iceland đã giành được chủ quyền sau Thế chiến I, trở thành Vương quốc Iceland vào ngày 1 tháng 12 năm 1918. Tuy nhiên, Iceland đã chia sẻ chế độ quân chủ Đan Mạch cho đến Thế chiến II. Mặc dù Iceland là trung lập trong Chiến tranh thế giới thứ hai, Vương quốc Anh đã xâm chiếm và chiếm đóng một cách hòa bình vào năm 1940 để ngăn cản sự chiếm đóng của Đức Quốc xã, sau khi Đan Mạch bị Wehrmacht tràn ngập. Do vị trí chiến lược của hòn đảo này ở Bắc Đại Tây Dương, quân Đồng minh đã chiếm đảo cho đến khi kết thúc chiến tranh, Hoa Kỳ tiếp quản nhiệm vụ chiếm đóng từ Anh vào năm 1941. Năm 1944, Iceland cắt đứt quan hệ còn lại với Đan Mạch (khi đó vẫn còn dưới sự chiếm đóng của Đức Quốc xã) và tuyên bố là một nước cộng hòa. Sau chiến tranh thế giới thứ hai, Iceland là thành viên sáng lập của Tổ chức Hiệp ước Bắc Đại Tây Dương và gia nhập Liên Hợp Quốc một năm sau khi tổ chức này thành lập. Nền kinh tế của nó tăng trưởng nhanh chóng chủ yếu thông qua đánh bắt cá, mặc dù điều này đã bị hủy hoại bởi các tranh chấp với các quốc gia khác.
Sau khi tăng trưởng tài chính nhanh chóng, cuộc khủng hoảng tài chính Iceland 2008-11 đã xảy ra. Iceland tiếp tục ở bên ngoài Liên minh châu Âu.
Iceland rất xa xôi, do đó đã tránh được sự tàn phá của các cuộc chiến ở châu Âu nhưng đã bị ảnh hưởng bởi các sự kiện bên ngoài khác, như Cái chết Đen và Cải cách Tin lành do Đan Mạch áp đặt. Lịch sử của Iceland cũng đã được đánh dấu bởi một số thảm họa thiên nhiên.
Iceland là một hòn đảo tương đối trẻ theo nghĩa địa chất, được hình thành khoảng 20 triệu năm trước do một loạt các vụ phun trào núi lửa ở sống núi giữa Đại Tây Dương, nhưng nó vẫn đang phát triển từ các vụ phun trào núi lửa mới. Các mẫu đá cổ nhất được tìm thấy ở Iceland có từ thời ca. 16 triệu năm trước.